# Series 7 – Bist du bereit?
Series 7 – Bist du bereit? ist eine US-amerikanische Mockumentary aus dem Jahr 2001. In dem satirischen Film setzt sich Daniel Minahan mit einer Reality-TV-Show auseinander, bei der sich die Kandidaten gegenseitig umbringen sollen.

## Handlung
Sechs Menschen werden per Lostrommel ausgewählt und gezwungen, an der Realityshow ‚The Contenders‘ teilzunehmen. Das Konzept der Show ist, jeder Teilnehmer bekommt eine Waffe und muss anschließend die anderen Teilnehmer töten. Wenn sich ein Teilnehmer weigert jemanden anderen zu töten, muss dieser selbst sterben. Wie für eine Realityshow üblich wird alles von einem Kamerateam verfolgt. Der Film enthält viele satirische und kritische Inhalte über Reality-TV.

## Kritik
Der Film erhielt bei Rotten Tomatoes einen Score von 71 % bei 83 Bewertungen. Michael Thomson vom BBC urteilte Often funny, sometimes unsettling satire.
Der Filmdienst schrieb, der Film sei ein „bemerkenswerter Independent-Film“. Es handle sich um eine „gut gespielte […] Mediensatire“.

## Veröffentlichung
Der Film feierte 2001 auf den Sundance Film Festival Premiere, im deutschsprachigen Raum wurde er 2001 auf dem Berlin International Film Festival uraufgeführt.

## Sonstiges
Das Konzept Menschenjagd im Film, bei dem hier die Kandidaten bis zum Tod um ihr Leben spielen, war bereits diversen Produktionen das Leitmotiv, u. a. bei der amerikanischen Buchverfilmung, in der Filmreihe Die Tribute von Panem (2012–2015) und der südkoreanischen Serie Squid Game (2021), in der verschuldete Kandidaten gegeneinander um ihr Leben und ein hohes Preisgeld spielen müssen.